# سيدي بوبكر الحاج (عيون بصال)
سيدي بوبكر الحاج هو دُوَّار يقع بجماعة سيدي بوبكر الحاج، إقليم القنيطرة، جهة الرباط سلا القنيطرة في المملكة المغربية. ينتمي الدوّار لمشيخة عيون بصال التي تضم 16 دوار. يقدر عدد سكانه بـ 112 نسمة حسب الإحصاء الرسمي للسكان والسكنى لسنة 2004.

## روابط خارجية
- البوابة الوطنية للجماعات الترابية نسخة محفوظة 12 مارس 2018 على موقع واي باك مشين.
- المندوبية السامية للتخطيط